# Desfontainiaceae
Classification APG III (2009)
Classification APG II (2003)
Famille
La famille des Desfontainiaceae (Desfontainiacées) regroupe des plantes dicotylédones. Elle ne comprend qu'un seul genre : Desfontainia. 

## Étymologie
Le nom vient du genre Desfontainia, dédié au botaniste français René Desfontaines par les auteurs d'une Flore du Pérou de 1794.

## Classification
Dans la classification classique de Cronquist (1981) cette famille n'existe pas. Le genre Desfontainia est habituellement inclus dans la famille des Loganiaceae.
Dans la classification phylogénétique APG (1998) et classification phylogénétique APG II (2003) la famille des Desfontainiaceae situe sa divergence au niveau du groupe des Astéridées, très proche des Columelliaceae : optionnellement ce genre peut être inclus dans les Columelliaceae. 
En classification phylogénétique APG III (2009) cette famille est invalide et ses genres sont incorporés dans la famille Columelliaceae.

## Liste des genres
Selon DELTA Angio (14 septembre 2015) :
- genre Desfontainia

Selon GRIN (14 septembre 2015) :
- genre Columellia Ruiz & Pav.
- genre Desfontainia Ruiz & Pav.